# 西大窑镇
西大窑镇，是中华人民共和国辽宁省辽阳市灯塔市下辖的一个乡镇级行政单位。

## 行政区划
西大窑镇下辖以下地区：
西大窑村、东大窑村、上缸窑村、岔沟村、官屯村、韩家砬子村、公安堡村、东后黑英村、二台子村、茨山村、连金屯村和下缸窑村。

## 全国重点文物保护单位
| 编号 | 名称       | 年代   | 地址     | 坐标 | 图片 | 公布 |
| ---- | ---------- | ------ | -------- | ---- | ---- | ---- |
|      | 燕州城山城 | 汉至唐 | 西大窑镇 |      |      | 2013 |